# 转运-信使RNA

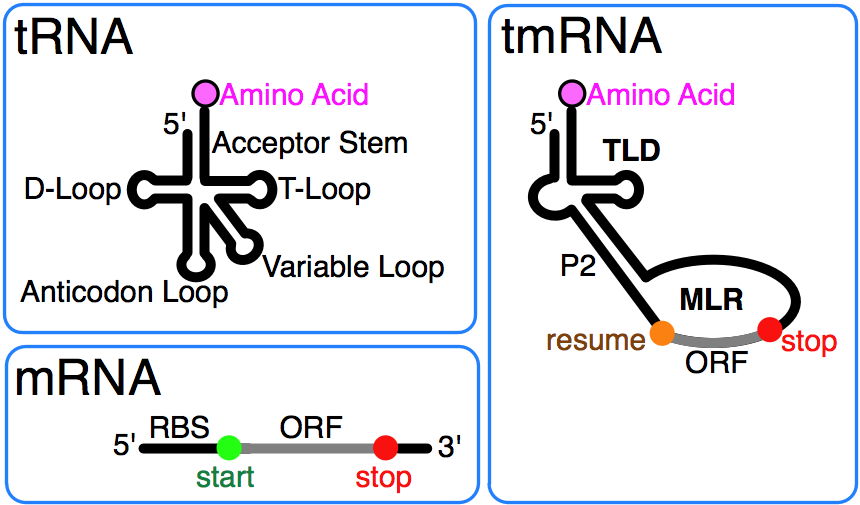
tmRNA同時具有tRNA與mRNA的功能與結構

转运-信使RNA（Transfer-messenger RNA，簡稱tmRNA，舊稱10Sa RNA或Ssr RNA）是細菌中一種同時具有mRNA與tRNA功能與結構的RNA，此RNA本身如mRNA般具有編碼區，3'端可如tRNA般由丙胺酸-tRNA合成酶加上一個丙胺酸，長度多介於320至400nt之間（少數結構退化者可能更短），當細胞中的核糖體轉譯mRNA發生停滯時（包括mRNA突變而失去終止密碼子等原因），tmRNA可與SmpB蛋白與EF-Tu等組合成一核糖核蛋白，並結合至核糖體空出的A位以啟動反式轉譯（trans-translation），即將核糖體合成中的多肽轉移至其3'端的丙胺酸上，以tmRNA的編碼區為模板繼續轉譯數個胺基酸後再遇到終止密碼子而結束，轉譯出的蛋白末端帶有丙胺酸和tmRNA編碼的小段多肽序列（在大腸桿菌中為AANDENYALAA），此段序列通常會被細胞中的蛋白酶識別而將整個蛋白質降解，造成轉譯停滯的mRNA也會被水解移除。
幾乎所有細菌基因組中皆具有編碼tmRNA的基因，此RNA對某些細菌的生長相當重要，也有細菌在較為不利的生長條件下才需tmRNA。tmRNA的合成途徑和tRNA相似，轉錄後其5'端有一段序列需由核糖核酸酶P切割，3'端也有些序列需由核糖核酸酶T或核糖核酸酶PH切除，可連接丙胺酸的3'-CCA序列在某些物種是由基因編碼，因此轉錄完成時即具備，某些物種則是在tmRNA轉錄與切割之後才由tRNA核苷酸转移酶加上。另外α-變形菌、某些藍綠菌與少數β-變形菌的tmRNA是由兩段RNA組成的，其中一段RNA的3'端結合丙胺酸，另一段RNA則具編碼序列，兩者僅以鹼基配對的氫鍵相互結合。
tmRNA最早於1979年研究人員以電泳分析大腸桿菌RNA時與核糖核酸酶P上的M1RNA（舊稱10Sb RNA）一起被發現，當時被命名為10Sa RNA ，後續研究發現10Sa RNA具有常見於tRNA的假尿嘧啶核苷，且其3'端與tRNA的結構相似。1995年始發現tmRNA還有編碼蛋白序列的功能。除細菌外，少數真核生物（雅各比蟲與屬卵菌的大豆疫霉菌）粒線體中的mtDNA也有編碼tmRNA，但皆已失去與mRNA相似的編碼區，僅存與tRNA相似的區域，還有數種藻類的質粒體中具有tmRNA，結構簡化但仍具編碼區和tRNA相似區。

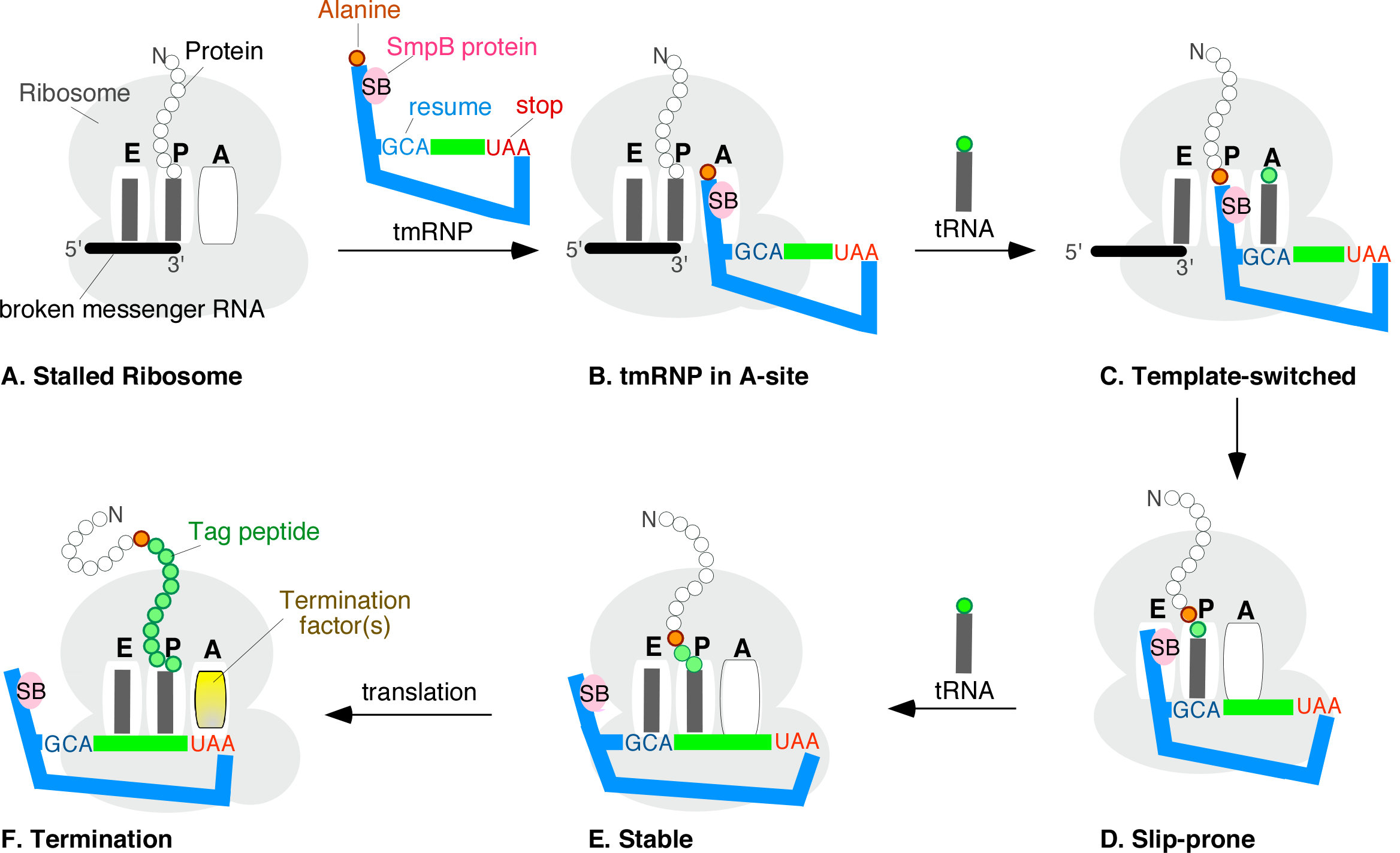
反式轉譯過程示意圖